# La Motte-en-Champsaur
Pour les articles homonymes, voir La Motte.
La Motte-en-Champsaur est une commune française située dans le département des Hautes-Alpes en région Provence-Alpes-Côte d'Azur.

## Géographie

### Localisation
La Motte est une commune du Champsaur, située dans la vallée de la Séveraissette, aux portes du Parc national des Écrins.
Le chef-lieu est situé exactement au débouché de la vallée sur la vallée du Drac, où va se jeter la Séveraissette.

### Géologie et relief
La vallée de la Séveraissette, qui pénètre profondément dans le massif en direction de l'est ; route carrossable jusqu'à Molines-en-Champsaur (5 kilomètres). En saison sèche, la rivière accuse une perte sur plusieurs kilomètres, et dévoile un lit caillouteux.
Le hameau de Molines-en-Champsaur, ancien village retiré à l'intérieur du massif (altitude 1 250 m), point de départ de randonnées pédestres vers le vallon du Roy (ruines d'anciens habitats, alt. 1 400 m) et le sommet du Vieux Chaillol (alt. 3 163 m) par l'ouest.
Le point culminant de la commune est le Vieux Chaillol (3 163 m).

### Sismicité
Commune située dans une zone de sismicité modérée.

### Hydrographie et les eaux souterraines
Cours d'eau sur la commune ou à son aval :
- torrents de la Séveraissette, de la Muande, du Merdarel, de l'Orteyer, du Vallon, des Lauzières, de Chagnard, des Dalles noires, de l'Espére, de la Selle, du Viallet, du Creux de l'Aigue, de Londonnière, de la Valette,
- Riou Beyrou,
- ruisseaux de l'Andrieux, des Pins, des Miasses, de Lestrousse, des Cloutous, de la Lauzière, des Courts.

### Climat
Pour des articles plus généraux, voir Climat de Provence-Alpes-Côte d'Azur et Climat des Hautes-Alpes.
En 2010, le climat de la commune est de type climat des marges montargnardes, selon une étude du Centre national de la recherche scientifique s'appuyant sur une série de données couvrant la période 1971-2000. En 2020, Météo-France publie une typologie des climats de la France métropolitaine dans laquelle la commune est exposée à un climat de montagne ou de marges de montagne et est dans la région climatique Alpes du sud, caractérisée par une pluviométrie annuelle de 850 à 1 000 mm, minimale en été.
Pour la période 1971-2000, la température annuelle moyenne est de 7,9 °C, avec une amplitude thermique annuelle de 17 °C. Le cumul annuel moyen de précipitations est de 1 058 mm, avec 8,1 jours de précipitations en janvier et 6,1 jours en juillet. Pour la période 1991-2020, la température moyenne annuelle observée sur la station météorologique de Météo-France la plus proche, « Saint-Bonnet Champsaur », sur la commune de Saint-Bonnet-en-Champsaur à 6 km à vol d'oiseau, est de 8,9 °C et le cumul annuel moyen de précipitations est de 1 085,8 mm. 
La température maximale relevée sur cette station est de 35 °C, atteinte le 28 juillet 2005 ; la température minimale est de −19 °C, atteinte le 12 janvier 1987,,.
Les paramètres climatiques de la commune ont été estimés pour le milieu du siècle (2041-2070) selon différents scénarios d'émission de gaz à effet de serre à partir des nouvelles projections climatiques de référence DRIAS-2020. Ils sont consultables sur un site dédié publié par Météo-France en novembre 2022.

### Voies de communications et transports

#### Voies routières
Accès à la commune par la D 123.

#### Transports en commun
Transport en Provence-Alpes-Côte d'Azur
- Transports en commun de la région Sud mobilité[11],[12].

### Intercommunalité
Commune membre de la Communauté de communes Champsaur-Valgaudemar.

## Urbanisme

### Typologie
Au 1er janvier 2024, La Motte-en-Champsaur est catégorisée commune rurale à habitat dispersé, selon la nouvelle grille communale de densité à 7 niveaux définie par l'Insee en 2022.
Elle est située hors unité urbaine. Par ailleurs la commune fait partie de l'aire d'attraction de Gap, dont elle est une commune de la couronne,. Cette aire, qui regroupe 73 communes, est catégorisée dans les aires de 50 000 à moins de 200 000 habitants,.

### Occupation des sols
L'occupation des sols de la commune, telle qu'elle ressort de la base de données européenne d’occupation biophysique des sols Corine Land Cover (CLC), est marquée par l'importance des forêts et milieux semi-naturels (92,5 % en 2018), une proportion sensiblement équivalente à celle de 1990 (92,7 %). La répartition détaillée en 2018 est la suivante : 
espaces ouverts, sans ou avec peu de végétation (52,2 %), forêts (22,3 %), milieux à végétation arbustive et/ou herbacée (18 %), zones agricoles hétérogènes (6,4 %), prairies (1,2 %).
L'évolution de l’occupation des sols de la commune et de ses infrastructures peut être observée sur les différentes représentations cartographiques du territoire : la carte de Cassini (XVIIIe siècle), la carte d'état-major (1820-1866) et les cartes ou photos aériennes de l'IGN pour la période actuelle (1950 à aujourd'hui).

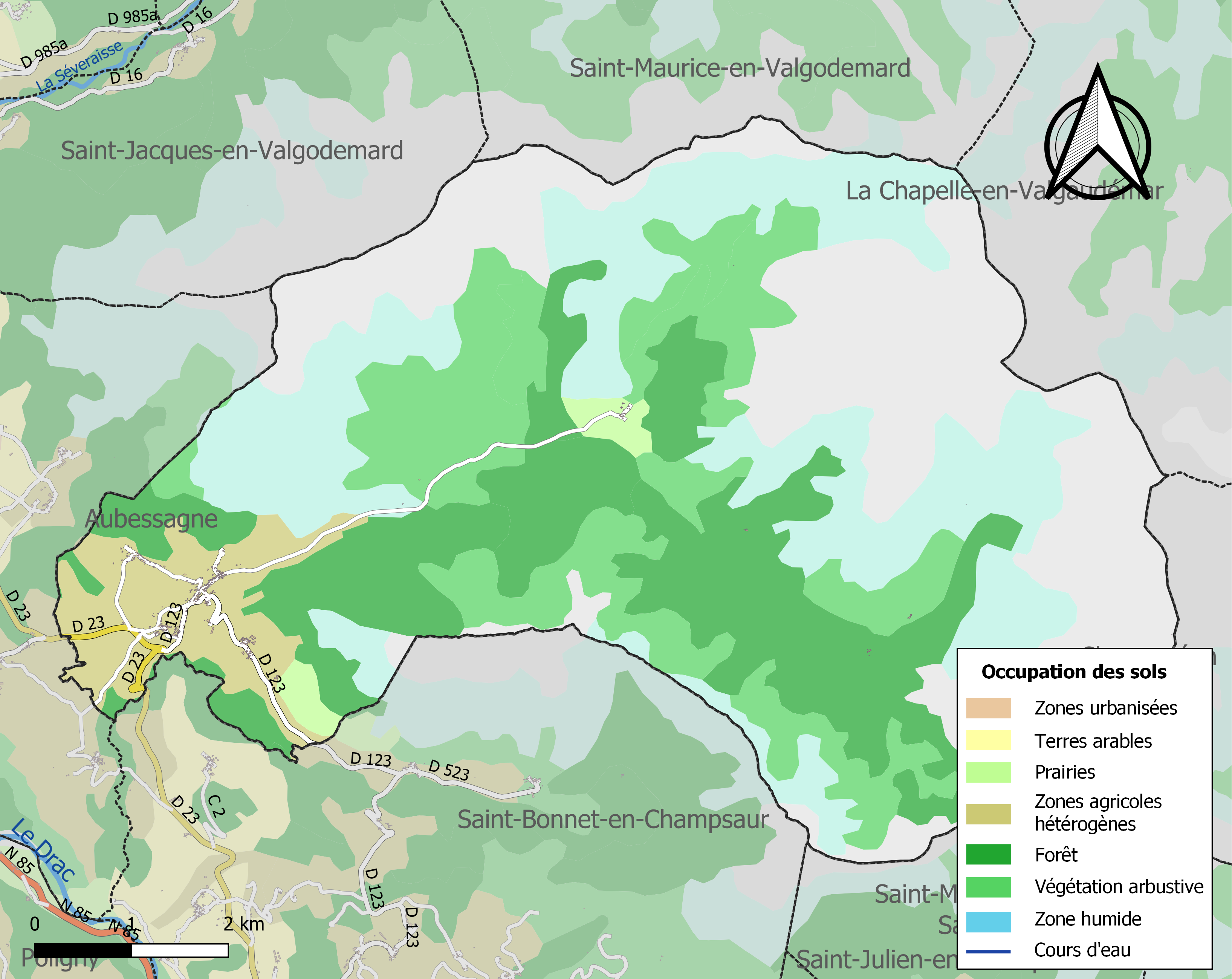
Carte de l'occupation des sols de la commune en 2018 (CLC).

## Économie

### Entreprises et commerces

#### Agriculture
- L´activité principale des habitants de la commune est l´agriculture, essentiellement avec l'élevage ovin[18].

#### Tourisme
- La commune, en partenariat avec l’Office national des forêts et le Parc national des Écrins a mis en place un circuit hivernal de raquettes[19].
- Maison du Parc du Valgaudemar[20].
- Gîte d'étape.

#### Commerces
- Auberge Gaillard, Bistrot de pays[21],[22].

## Toponymie
Le nom de la localité est attesté sous la forme  Mota en 1179,.
Le nom occitan mota, transcrit « motte » en français, désignait une butte ou hauteur, éventuellement artificielle, sur laquelle on construisait un château fort. Comme de nombreux autres villages de l'aire occitane ou francoprovençale (La Motte-du-Caire (Alpes-de-Haute-Provence), La Motte-d'Aveillans (Isère), etc.), la Motte-en-Champsaur a donc comme origine un château, aujourd'hui disparu.
Champsaur (on prononce en français champ'saur ; en occitan vivaro-alpin, [ʃamp'saw]), est la haute vallée de la rivière Drac, affluent de l'Isère.
La Motta en occitan haut-alpin.

## Histoire
Au Moyen Âge, La Motte et Molines, qui constituaient le mandement de la Motte, ne formaient qu'une seule communauté et qu'une seule paroisse.
En 1931, la commune de Molines, située en amont sur la Séveraissette, a été intégrée à la Motte, qui a donc étendu son territoire à la totalité du haut bassin de la Séveraissette.

## Politique et administration
| Période                                  | Période      | Identité          | Étiquette | Qualité                                                               |
| ---------------------------------------- | ------------ | ----------------- | --------- | --------------------------------------------------------------------- |
| Les données manquantes sont à compléter. |              |                   |           |                                                                       |
| avant 1988                               | ?            | Raymond Jeanselme |           |                                                                       |
| mars 2001                                | 2014         | Claire Bouchet    | DVG       | Suppléante du député PRG Joël Giraud (2002-2024), députée (2017-2020) |
| mars 2014                                | juillet 2020 | Bernard Nicolas   |           | Agriculteur exploitant                                                |
| juillet 2020                             | En cours     | Bernard Gauthier, |           | Ancienne profession intermédiaire                                     |

### Budget et fiscalité 2017
En 2017, le budget de la commune était constitué ainsi :
- total des produits de fonctionnement : 219 000 €, soit 974 € par habitant ;
- total des charges de fonctionnement : 194 000 €, soit 864 € par habitant ;
- total des ressources d'investissement : 81 000 €, soit 358 € par habitant ;
- total des emplois d'investissement : 38 000 €, soit 171 € par habitant ;
- endettement : 2 000 €, soit 9 € par habitant.

Avec les taux de fiscalité suivants :
- taxe d'habitation : 10,36 % ;
- taxe foncière sur les propriétés bâties : 6,56 % ;
- taxe foncière sur les propriétés non bâties : 136,47 % ;
- taxe additionnelle à la taxe foncière sur les propriétés non bâties : 0,00 % ;
- cotisation foncière des entreprises : 0,00 %.

Chiffres clés Revenus et pauvreté des ménages en 2015 : médiane en 2015 du revenu disponible, par unité de consommation : 17 270 €.

## Population et société

### Démographie

#### Évolution démographique
L'évolution du nombre d'habitants est connue à travers les recensements de la population effectués dans la commune depuis 1793. Pour les communes de moins de 10 000 habitants, une enquête de recensement portant sur toute la population est réalisée tous les cinq ans, les populations de référence des années intermédiaires étant quant à elles estimées par interpolation ou extrapolation. Pour la commune, le premier recensement exhaustif entrant dans le cadre du nouveau dispositif a été réalisé en 2005.

En 2022, la commune comptait 207 habitants, en évolution de −5,48 % par rapport à 2016 (Hautes-Alpes : +0,4 %, France hors Mayotte : +2,11 %).
| 1793 | 1800 | 1806 | 1821 | 1831 | 1836 | 1841 | 1846 | 1851 |
| ---- | ---- | ---- | ---- | ---- | ---- | ---- | ---- | ---- |
| 407  | 438  | 429  | 350  | 409  | 408  | 427  | 427  | 448  |

| 1856 | 1861 | 1866 | 1872 | 1876 | 1881 | 1886 | 1891 | 1896 |
| ---- | ---- | ---- | ---- | ---- | ---- | ---- | ---- | ---- |
| 435  | 431  | 408  | 395  | 384  | 429  | 403  | 397  | 417  |

| 1901 | 1906 | 1911 | 1921 | 1926 | 1931 | 1936 | 1946 | 1954 |
| ---- | ---- | ---- | ---- | ---- | ---- | ---- | ---- | ---- |
| 388  | 408  | 307  | 301  | 310  | 314  | 313  | 289  | 238  |

| 1962 | 1968 | 1975 | 1982 | 1990 | 1999 | 2005 | 2006 | 2010 |
| ---- | ---- | ---- | ---- | ---- | ---- | ---- | ---- | ---- |
| 222  | 182  | 151  | 167  | 155  | 177  | 176  | 175  | 204  |

| 2015 | 2020 | 2022 | - | - | - | - | - | - |
| ---- | ---- | ---- | - | - | - | - | - | - |
| 215  | 209  | 207  | - | - | - | - | - | - |

### Enseignement
Établissements d'enseignements :
- École maternelle,
- École primaire à Saint-Bonnet-en-Champsaur, Chauffayer,
- Collèges à Saint-Bonnet-en-Champsaur, Gap,
- Lycées à Saint-Jean-Saint-Nicolas, Gap.

### Santé
Professionnels et établissements de santé :
- Médecins à Saint-Jean-Saint-Nicolas, Corps,
- Pharmacies à Saint-Étienne-en-Dévoluy, Saint-Jean-Saint-Nicolas, Corps,
- Hôpitaux à Saint-Jean-Saint-Nicolas, Gap.

### Cultes
- Culte catholique, Paroisse La Motte - Gap - Embrun : Paroisse La Motte[37], Diocèse de Gap et d'Embrun[38].

## Culture locale et patrimoine

### Lieux et monuments
Patrimoine religieux :

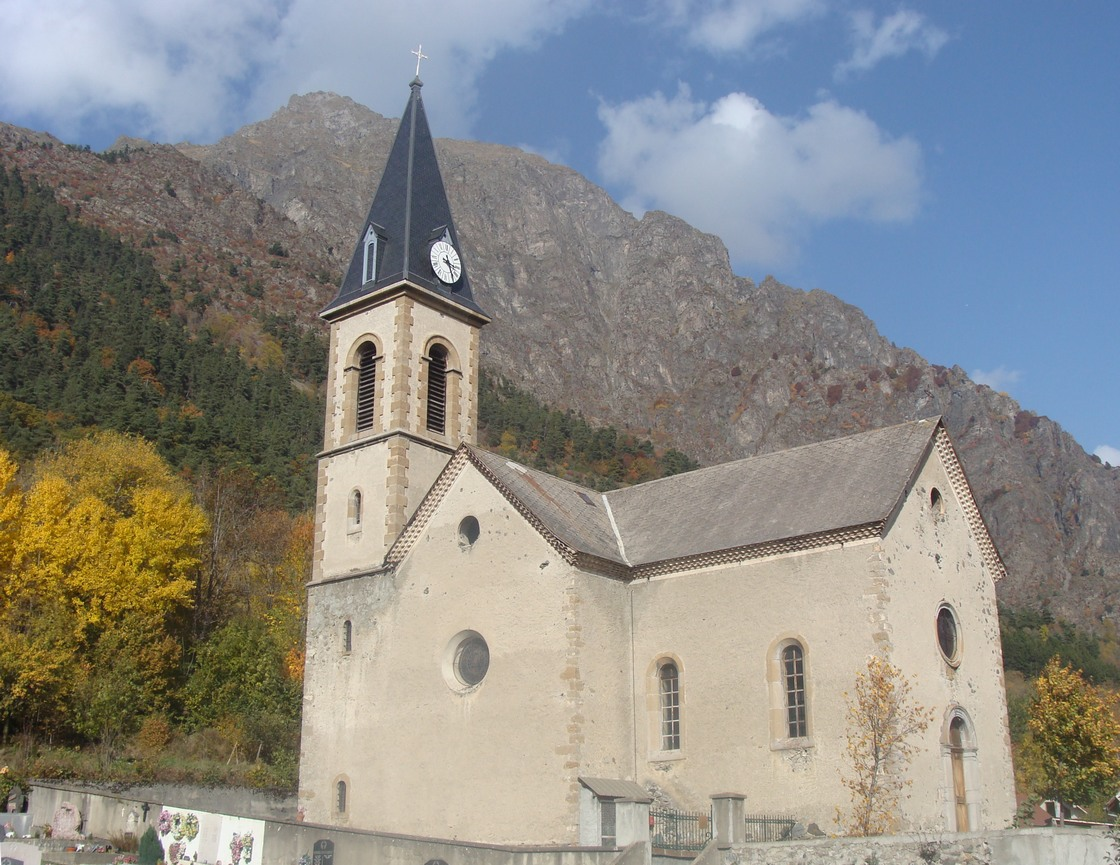
L'église de la Motte.

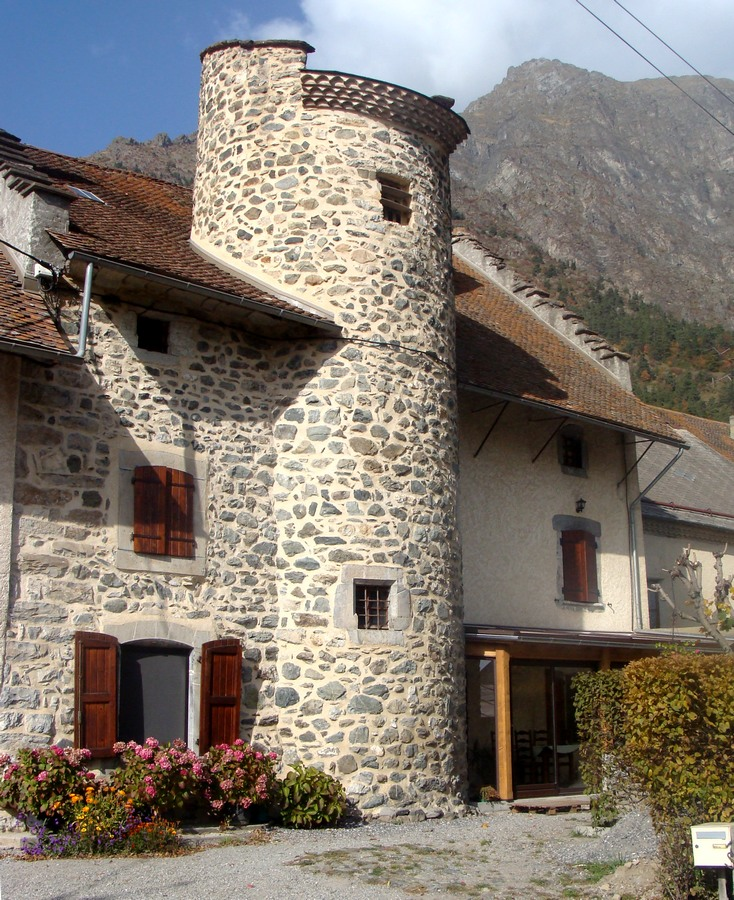
Tour-pigeonnier rénové.

- L'église paroissiale Saint-Barthélemy de Molines-en-Champsaur[39],[40].
- Église paroissiale de la-Transfiguration[41],[42] et ses verrières à personnages[43].
- La chapelle de Molines, dans l'intérieur.
- Oratoire de la montée de Roussier.
- Monuments commémoratifs[44].
- Monument de la Résistance du Champsaur-Valgaudemar.

Autres patrimoines :
- Cadrans solaires[45].
- Demeure de Notaire dite Château Barthélémy[46].
- Canaux[47].
- Fournil dit four banal lieu-dit Molines[48].
- Fontaines[49].
- Sculptures de l' "L’Appel de la Forêt"[50].

### Personnalités liées à la commune
- Polycarpe Gondre (1801-1859), second fondateur des Frères du Sacré-Cœur, déclaré vénérable par saint Jean-Paul II.

### Héraldique
| Blason de La Motte-en-Champsaur | Blason  | De gueules au chardon d'or accompagné de trois croissants du même, deux en chef et un en pointe. |
| Blason de La Motte-en-Champsaur | Détails | Le statut officiel du blason reste à déterminer.                                                 |